# Gossweilerodendron balsamiferum
Gossweilerodendron balsamiferum é uma espécie vegetal da família Fabaceae.
Pode ser encontrada nos seguintes países: Angola, Camarões, República do Congo, República Democrática do Congo, Guiné Equatorial, Gabão e Nigéria.
Esta árvore produz uma madeira denominada comercialmente por Tola e que é muito comum em Portugal devido à sua disponibilidade na ex-colónia Angola.
Está ameaçada por perda de habitat.